# Bound for Glory (2017)
Bound for Glory (2017) – gala wrestlingu zorganizowana przez amerykańską federację Impact Wrestling, nadawana na żywo w systemie pay-per-view. Odbyła się 5 listopada 2017 roku w Aberdeen Pavilion w Ottawie. Była to trzynasta gala z cyklu Bound for Glory oraz drugie, a zarazem ostatnie pay-per-view IW w 2017 roku.
Karta walk składała się z ośmiu pojedynków, w tym czterech o tytuły mistrzowskie. W walce wieczoru Eli Drake, Impact Global Champion, obronił tytuł po pokonaniu Johnny’ego Impacta. Ohio Versus Everything (Jake i Dave Crist) zachowali Impact World Tag Team Championship, zwyciężając The Latin American Xchange (Ortiz i Santana) w  5150 Street Fight matchu, natomiast Trevor Lee, Impact X Division Champion, wygrał z Dezmondem Xavierem, Garzą Jr., Mattem Sydalem, Peteyem Williamsem i Sonjayem Duttem w Six Way matchu. W innym pojedynku Gail Kim pokonała Siennę i Allie, zostając siedmiokrotną Impact Knockouts Championką, a tym samym najbardziej utytułowaną zawodniczką federacji.
Podczas wydarzenia zadebiutował Sami Callihan.
Larry Csonka, redaktor portalu internetowego 411mania.com, ocenił galę na 3 w 10–punktowej skali.

## Tło
Podczas telekonferencji zorganizowanej 12 lipca Jeff Jarrett wyznaczył datę Bound for Glory na 5 listopada. Pierwotnie gala miała odbyć się w Universal Studios w Orlando na Florydzie, jednak 18 września federacja poinformowała, że zostanie rozegrana w Aberdeen Pavilion w Ottawie. 5 września IW zaprezentowało logo wydarzenia, natomiast bilety  na nie weszły do sprzedaży 27 września.
5 września federacja odsunęła Jeffa Jarretta, właściciela praw do nazwy Global Force Wrestling, od pełnienia funkcji głównego dyrektora kreatywnego. Aby uniknąć konfliktów prawnych związanych z niedozwolonym użytkiem marki, władze zaczęły reklamować Bound for Glory pod starą nazwą federacji, Impact Wrestling.

## Rywalizacje
Bound for Glory będzie obejmowało walki wrestlingu z udziałem różnych zawodników federacji Impact Wrestling. Pojedynki te będą punktem kulminacyjnym rywalizacji, które toczyły się podczas odcinków programu telewizyjnego Impact Wrestling. Wrestlerzy są przedstawieni jako heele (negatywni, źli zawodnicy i najczęściej wrogowie publiki) i face’owie (pozytywni, dobrzy i najczęściej ulubieńcy publiki).
Odebrawszy mistrzostwo wagi ciężkiej Alberto El Patrónowi na GFW Impact: Destination X (17 sierpnia), Jim Cornette, członek zarządu Impact Wrestling, wyznaczył na 24 sierpnia dwudziestoosobowy Gauntlet match, którego zwycięzca zostanie nowym GFW Global Championem. Pojedynek wygrał Eli Drake, eliminując jako przedostatniego zawodnika, debiutującego w federacji, Johnny’ego Impacta oraz przypinając w finałowej części meczu Eddiego Edwardsa. Impact zdobył 14 września miano pretendenta do tytułu mistrzowskiego, pokonując Low Kiego. Po meczu został zaatakowany przez Drake’a i jego pomocnika Chrisa Adonisa. Na Impact Wrestling: Victory Road (28 września) mistrz odniósł zwycięstwo nad Impactem, po czym wspólnie z Adonisem dokonali napadu na rywala. 5 października Impact wmieszał się w spotkanie Adonisa i Garzy Jr., atakując pierwszego z nich, następnie zaś rozpoczynając bijatykę z Meksykaninem. Tego samego dnia Cornette ogłosił przyszłotygodniowy mecz między nim a Garzą Jr., który miał wyłonić kandydata do walki z Drakiem na Bound for Glory o Impact Global Championship. Zwycięzcą okazał się Impact, którego po zakończeniu meczu Adonis uderzył deską w głowę. 19 października „The Mayor of Slamtown” pokonał agresora, ale raz jeszcze Drake i Adonis wzięli nad nim górę. Z pomocą zaatakowanemu przybył Garza Jr., który odgonił antagonistów za pomocą krzesła. Tydzień później oba zespoły stawiły sobie czoło w Tag Team matchu, wygranym przez Impacta i Garzę Jr.
Grupa Ohio Versus Everything (oVe), którą tworzą dwaj bracia – Jake i Dave Crist, zadebiutowała na GFW Impact: Destination X. W trzech sierpniowych odcinkach Impact Wrestling pokonali trzy tag teamy, po czym zdecydowali się wyzwać członków Latin American Xchange – Ortiza i Santanę, Impact Tag Team Championów, do walki o tytuły mistrzowskie. Pojedynek odbył się 14 września na gali meksykańskiej federacji The Crash. Jego zwycięzcami okazali się LAX po triumfie nad oVe, Arkangelem Divino i Black Boyem oraz Hijo de Pirata Morganem i Ultimo Maldito. Tydzień później Cristowie otrzymali drugą szansę na walkę z mistrzami, którą wykorzystali na Impact Wrestling: Victory Road, pokonując rywali i odbierając im pasy. 12 października LAX zaproponowali oVe, że na Bound for Glory powinni zmierzyć się w 5150 Street Fight matchu (wszyscy członkowie LAX przeciwko oVe). Bracia zgodzili się, po czym zostali zaatakowani przez przeciwników. Tydzień później doszło w The Crash do kolejnej konfrontacji między grupami. 26 października u boku oVe pojawił się tajemniczy mężczyzna, prawdopodobnie ich sojusznik.
13 lipca Gail Kim zapowiedział, że zakończy karierę zawodniczą z końcem 2017 r. Na Destination X Sienna obroniła GFW Knockouts Championship w walce przeciwko Kim dzięki interwencji, powracającej do federacji, Taryn Terrell. Dalsza rywalizacja doprowadziła do Tag Team matchu, w którym Sienna i Terrell pokonały Kanadyjkę i Allie. Po meczu doszło między nimi do bójki. Działania antagonistek powstrzymała Rosemary, aby później stać się obiektem ataku ze strony debiutującej Tayi Valkirie. Na Victory Road trzy heelowe zawodniczki odniosły zwycięstwo nad Kim, Allie i Rosemary w Six Knockout Tag Team matchu. Tydzień później Karen Jarrett, opiekująca się dywizją kobiet, dodała do karty Bound for Glory walkę z udziałem Sienny, Kim, Terrell i Allie o Impact Knockouts Championship. 12 października Valkyrie zaatakowała Rosemary po jej meczu z Hannah Harper, po czym 19 października pokonała ją w walce wieczoru Impactu. Gdy spotkanie się zakończyło, „The Demon Assassin” wyzwała ją do Red Wedding matchu (spotkanie na zasadzie First Blood matchu) na Bound for Glory. Tego dnia federacja podała również informację, że Taryn Terrell zakończyła pracę w Impact Wrestling, dlatego spotkanie o mistrzostwo kobiet podczas listopadowej gali będzie Triple Threat matchem. 4 listopada organizacja zakomunikował, że Taya Valkyrie, z powodów osobistych, nie pojawi się na Bound for Glory, dlatego jej mecz z Rosemary został odwołany.
14 września Trevor Lee pokonał Sonjaya Dutta w Falls Count Anywhere matchu, zostając nowym mistrzem Dywizji X. 28 października Impact Wrestling podał do informacji, że Lee, Dutt, Matt Sydal, Petey Williams, Dezmond Xavier i Garza Jr. zmierzą się na Bound for Glory w Six Way matchu o Impact X Division Championship.
Podczas odcinka Impact Wrestling z 12 października federacja zakomunikowała, że Alberto El Patrón, zawieszony za przemoc w stosunku do swojej narzeczonej Paige, będzie obecny na Bound for Glory.

## Wyniki walk
Zestawienie zostało przygotowane na podstawie materiału źródłowego.
| Nr                                 | Wyniki | Stypulacje                                                   | Czas  |
| ---------------------------------- | --- | ------------------------------------------------------------ | ----- |
| 1                                  | Trevor Lee (c) pokonał Dezmonda Xaviera, Garzę Jr., Matta Sydala, Peteya Williamsa i Sonjaya Dutta                      | Six Way match o Impact X Division Championship               | 12:40 |
| 2                                  | Taiji Ishimori pokonał Tysona Duxa                                                                                      | Singles match                                                | 04:50 |
| 3                                  | Abyss pokonał Grado (Jeśli Grado przegra, będzie musiał opuścić Stany Zjednoczone)                                      | Monster’s Ball match                                         | 10:40 |
| 4                                  | Team Impact (Ethan Carter III, Eddie Edwards i James Storm) pokonali Team AAA (El Hijo del Fantasmę, Pagano i Texano)   | Six Man Tag Team match                                       | 15:30 |
| 5                                  | Ohio Versus Everything (Dave Crist i Jake Crist) (c) pokonali The Latin American Xchange (Ortiz i Santana) (z Konnanem) | 5150 Street Fight match o Impact World Tag Team Championship | 10:21 |
| 6                                  | Gail Kim pokonała Siennę (c) i Allie                                                                                    | Three Way match o Impact Knockouts Championship              | 09:40 |
| 7                                  | Bobby Lashley i King Mo (z Danem Lambertem i American Top Team) pokonali Moose’a i Stephana Bonnara                     | Six Sides of Steel tag team match                            | 10:40 |
| 8                                  | Eli Drake (c) (z Chrisem Adonisem) pokonał Johnny’ego Impacta                                                           | Singles match o Impact Global Championship                   | 19:30 |
| (c) – mistrz/mistrzyni przed walką | |                                                              |       |